# Arrondissement di Ath
L'arrondissement di Ath (in francese Arrondissement d'Ath, in olandese Arrondissement Aat) è una suddivisione amministrativa belga, situata nella provincia dell'Hainaut e nella regione della Vallonia.

## Composizione
L'arrondissement di Ath raggruppa 8 comuni:
- Ath
- Belœil
- Bernissart
- Brugelette
- Chièvres
- Ellezelles
- Flobecq
- Frasnes-lez-Anvaing

## Società

### Evoluzione demografica
Abitanti censiti
- Fonte dati INS - fino al 1970: 31 dicembre; dal 1980: 1º gennaio